# ثخن الجلد وتعظم السمحاق
ثخن الجلد وتعظم السمحاق اضطراب وراثي نادر يؤثر على العظام والجلد. الأسماء الأخرى هي الاعتلال المفصلي العظمي الضخامي مجهول السبب أو متلازمة تورين-سولانت-غوليه. يتظاهر بشكل رئيسي بثخن الجلد (سماكة الجلد) وتعظم السمحاق (فرط تكوين العظام) وتعجر الأصابع (تورم الأنسجة مع فقدان الزاوية الطبيعية بين الظفر وفراش الظفر).
يصيب هذا المرض الرجال أكثر من النساء. بعد ظهور المرض، يستقر بعد نحو 5-20 سنة ضمن فترة هدئة. يمكن أن يؤثر هذا المرض بشدة على حياة المرضى. حاليًا، تشمل علاجات الأعراض مضادات الالتهاب اللاستيرويدية والستيرويدات أو الإجراءات الجراحية.
في عام 1868، وصف فريدريك ثخن الجلد وتعظم السمحاق لأول مرة بأنه «نمو مفرط لعظام الهيكل العظمي بأكمله». وصف تورين وسولانت وغوليه ثخن الجلد وتعظم السمحاق بأنه الشكل الأساسي لمرض الاعتلال المفصلي العظمي الضخامي في عام 1935 وميزوا أشكاله الثلاثة المعروفة.

## الأعراض
يشمل ثخن الجلد وتعظم السمحاق عددًا من الأعراض الظاهرة. أهم سماته السريرية: ثخن الجلد (سماكة الجلد وتجعده)، تجعد في الوجه وفروة الرأس، تعظم السمحاق (تورم الأنسجة حول المفصل وتشكل عظم سمحاقي أشعث للعظام الطويلة)، وتعجر الأصابع (تضخم أطراف الأصابع). تشمل المظاهر الأخرى التعرق المفرط وألم المفاصل واضطرابات الجهاز الهضمي.

## السبب
رغم أن الآلية المرضية لثخن الجلد وتعظم السمحاق ما تزال غير مفهومة تمامًا، اقتُرحت نظريتان:
- تقترح النظرية العصبية أن تحفيز العصب المبهم يؤدي إلى توسيع وعائي وزيادة تدفق الدم وثخن الجلد وتعظم السمحاق.[7]
- تقترح النظرية الخلطية زيادة في الوسائط مثل عوامل النمو أو الوسائط الالتهابية، ما يؤدي إلى تكاثر الخلايا الليفية و ثخن الجلد وتعظم السمحاق.[7][1]

## العلاج
العلاج الفعال لثخن الجلد وتعظم السمحاق غير معروف حاليًا بسبب نقص البيانات الخاضعة للرقابة، وهو يعتمد إلى حد كبير على تقارير الحالة. رغم احتمال تورط إنزيم 15-هيدروكسي بروستاغلاندين ديهيدروجيناز (إتش بّي جي دي) في ثخن الجلد وتعظم السمحاق، لم يبلغ عن أي استراتيجيات ضد هذه الطفرة حتى الآن، بسبب صعوبة معالجة الخلل الإنزيمي. يمكن أن يكون العلاج الجيني حلًا، رغم عدم وجود أدلة في الدراسات.
يشمل العلاج الدوائي التقليدي لثخن الجلد وتعظم السمحاق لتقليل الالتهاب والألم مضادات الالتهاب اللاستيروئيدية والكورتيكوستيرويدات. تستهدف الأدوية الأخرى التي يستخدمها مرضى ثخن الجلد وتعظم السمحاق تكوين العظام أو المظاهر الجلدية. تستخدم الجراحة لأهداف تجميلية.

### علاج الالتهابات والألم
تُستخدم مضادات الالتهاب اللاستيرويدية والكورتيكوستيرويدات غالبًا في علاج ثخن الجلد وتعظم السمحاق. تثبط هذه الأدوية نشاط السيكلوأكسجيناز (كوكس) أي تثبط اصطناع البروستاغلاندين. يُحتمل تدخل البروستاغلاندين E2 في تكوين العظم السمحاقي وانحلال عظام النهايات، هذا هو سبب قدرة هذه الأدوية على تخفيف التهاب المفاصل المرتبط بثخن الجلد وتعظم السمحاق. بالإضافة إلى ذلك، تقلل مضادات الالتهاب اللاستيروئيدية والكورتيكوستيرويدات من تكوين الوسائط الالتهابية، ما يقلل الالتهاب والألم. في حالة حدوث اعتلال معدي، يُفضل استخدام مضادات الالتهاب اللاستيروئيدية الانتقائية لكوكس-2 مثل إيتوريكوكسيب.
يمكن أن يقلل إنفليكسيماب من الألم والتهاب المفاصل في ثخن الجلد وتعظم السمحاق. إنفليكسيماب هو ضد وحيد النسيلة يمنع التأثير البيولوجي لعامل نخر الورم ألفا (تي إن إف-α). عامل نخر الورم ألفا هو سيتوكين التهابي يوجد بمستويات عالية في ثخن الجلد وتعظم السمحاق ويشارك في إنتاج وسائط التهابية أخرى تزيد من التعبير عن رانكل (العامل النووي المعزز لسلسلة كابا الخفيفة في الخلايا البائية النشطة). يعتقد أن رانكل يزيد من ارتشاف العظام.